# Walter Steiner (Skispringer)
Walter Steiner (* 15. Februar 1951 in Wildhaus) ist ein ehemaliger Schweizer Skispringer. Er wurde zweimal Skiflug-Weltmeister. Zudem gewann er eine Silbermedaille bei den Olympischen Winterspielen. Noch heute kennt man ihn in der Heimat unter seinem Spitznamen «Der Vogelmensch», obwohl seine aktive Zeit Jahrzehnte zurückliegt.

## Karriere
Steiner debütierte beim Dornbirner internationalen Frühjahrsspringen im April 1967 auf internationaler Ebene und erreichte dabei den 14. Platz. In der Skisprungsaison 1967/68 nahm er ausschließlich an Nachwuchsspringen teil. So sprang Steiner bei den erstmals ausgetragenen Junioren-Europameisterschaften 1968 in Prémanon auf Rang 26. Im Vorfeld der Skisprungsaison 1968/69 wurde Steiner aus dem Juniorenbereich in den erweiterten Kreis der Schweizer Nationalmannschaft hochgezogen. Tatsächlich wurde er im Januar für die Schweizer Springertournee nominiert, bei der er in Le Locle mit Platz 28 sein bestes Resultat erzielte. Die Junioren-Europameisterschaften 1969 in Bollnäs schloss er auf dem 18. Platz ab.
Kurz vor Saisonbeginn 1971/72 unterzog sich Steiner einer Meniskus-OP. Dennoch sollte die Saison seine erfolgreichste werden. Steiner holte 1972 bei der erstmals ausgetragenen Skiflug-Weltmeisterschaft in Planica den Titel. Bei den Olympischen Winterspielen 1972 in Sapporo gewann Steiner die Silbermedaille auf der Grossschanze. Da die Skisprungeinzelwettbewerbe bis einschliesslich 1984 bei den Olympischen Spielen auch als Weltmeisterschaften des Internationalen Skiverbandes galten, wurde er separat mit einer Weltmeisterschaftsmedaille in Silber ausgezeichnet. 1977 wiederholte er seinen Erfolg als Skiflug-Weltmeister. Er war damit der erste und bis 2002 auch einzige zweifache Titelträger. 1973 wurde Steiner ausserdem Vizeweltmeister. Neben Simon Ammann ist er der einzige Skispringer aus der Schweiz, der bei einer Skiflug-WM auf dem Siegerpodest stand.
Bis 1978 gehörte Steiner der Schweizer A-Nationalmannschaft an und hatte seine Glanzzeiten unter Trainer Ewald Roscher. 1973/74 und 1976/77 wurde er bei der Vierschanzentournee jeweils Zweiter, was unter den Schweizer Springern ebenfalls nur noch Simon Ammann gelang. Steiner errang zwei Tagessiege bei der Tournee, 1974 in Garmisch-Partenkirchen und 1977 in Bischofshofen. 1977 erhielt er als erster Schweizer die Holmenkollen-Medaille.
Insgesamt gewann der Toggenburger 27 FIS-Springen, darunter den Tatra-Pokal 1975, die Norwegen-Tournee 1976 und die Schweizer Springertournee 1977 mit drei Tagessiegen. Steiner siegte 1974 bei der Skiflugwoche in Planica mit einem Schanzenrekord von 169 Metern, mit dem er zugleich den Weltrekord von Heinz Wosipiwo einstellte. Sein weitester Flug gelang ihm 1973 bei der Weltmeisterschaft in Oberstdorf mit 179 Metern. Er konnte diesen aber nicht stehen, genauso wenig wie die 177 Meter in Planica ein Jahr später. Mit dem 5. Platz bei der Skiflugwoche in Tauplitz 1978 verabschiedete er sich von der Skisprungszene. Steiner war im Gegensatz zu vielen leichtgewichtigen Springern mit teilweise sehr geringem Body-Mass-Index (BMI) ein schwerer Athlet. Er hatte deshalb Kreuzbandprobleme und mehrere Knieoperationen, welche massgeblich auf seine weiten Flüge zurückgingen.

## Tätigkeiten
Im Sommer 1972 schloss Steiner seine Lehre als Holzbildhauer mit gutem Resultat ab.
Nach Beendigung seiner sportlichen Laufbahn wechselte Steiner zusammen mit seinem früheren Trainer Ewald Roscher zum Deutschen Skiverband, wo er als Wachser und Servicemann tätig war. Nach zwei Jahren als Assistenztrainer des Schweizer Nationalteams ging er in die USA und arbeitete dort Mitte der 1980er Jahre als hauptamtlicher Trainer in Steamboat Springs.
Bei weiten Sprüngen in einen unberechenbaren Schanzenradius kam es bereits in den 1970er Jahren im Springen und Fliegen wiederholt zu schweren Stürzen. Durch das verbesserte Material bei Ski und Anzügen wurden die bestehenden Schanzenprofile und Tischgestaltungen immer kritischer, weil man die Weiten nicht mehr unter Kontrolle halten konnte und in den Wettkämpfen der Anlauf immer wieder verkürzt und verlängert werden musste. Steiner setzte sich nach seiner aktiven Karriere sehr für Verbesserungen im Schanzenbau und der Schanzenprofile ein und forderte namentlich auch, den Schanzenhang bereits abzuflachen, bevor der Radius zur Auslauffläche beginnt. Damit waren die Flugweiten wieder von der Jury kontrollierbar, und die Springer konnten jetzt ohne Angst den Radius anfliegen. Er selbst bezeichnete noch während seiner aktiven Zeit «Skiflugschanzen als Denkmäler der Unvernunft».

## Privates
Sein Vater war vor dem Zweiten Weltkrieg Viererkombinierter. Diese Kombination aus Abfahrt, Slalom, Skilanglauf und Skispringen gab es zu Walter Steiners Jugend nicht mehr. Zunächst war Steiner im alpinen Rennsport aktiv, ehe er zum Skispringen wechselte.
Seit 1990 lebt Walter Steiner in der schwedischen Stadt Falun.

## Erfolge

### Weltrekorde
| #     | Schanze                             | Ort        | Land        | Weite   | aufgestellt am | Rekord bis   |
| ----- | ----------------------------------- | ---------- | ----------- | ------- | -------------- | ------------ |
| Sturz | Heini-Klopfer-Skiflugschanze (K175) | Oberstdorf | Deutschland | 175,0 m | 9. März 1973   | Ungültig     |
| Sturz | Heini-Klopfer-Skiflugschanze (K175) | Oberstdorf | Deutschland | 179,0 m | 11. März 1973  | Ungültig     |
| 70    | Velikanka bratov Gorišek (K165)     | Planica    | Jugoslawien | 169,0 m | 15. März 1974  | 4. März 1976 |
| Sturz | Velikanka bratov Gorišek (K165)     | Planica    | Jugoslawien | 177,0 m | 15. März 1974  | Ungültig     |

## Filme
Der Regisseur Werner Herzog versuchte am Beispiel Walter Steiners in dem Film Die große Ekstase des Bildschnitzers Steiner eine Annäherung an die Psyche eines Skispringers. Der Schweizer war ebenfalls im Dokumentarfilm Überflieger – Die Kunst des Skispringens (2011) zu sehen.
Steiner spielte ausserdem in Werner Herzogs Film Jeder für sich und Gott gegen alle (1974) die Rolle eines Bauernjungen.